# Tai
Tai (t3ỉỉ) ókori egyiptomi kincstárnok volt a XVIII. dinasztia idején, Hatsepszut uralkodása alatt és III. Thotmesz önálló uralkodásának első éveiben.
Tainak három említése maradt fenn:
- Jahmesz építésvezető levele (Louvre 3230(b) papirusz). Annak alapján datálható Hatsepszut idejére, hogy Jahmesz Uadzsetrenput háznaggyal levelezett, aki Hatsepszut idejében szolgált.
- Egy, a Sínai-félszigeten talált sztélé. A sztélé III. Thotmesz 25. uralkodási évében készült; Tait a király mögött állva ábrázolja.[1]
- Egy sziklafelirat Szehel szigetén (Asszuántól délre). Ennek tanúsága szerint Tai hadjáratra ment a királynővel Núbiába.[2] Nem tudni, mikor zajlott ez a hadjárat, de talán Hatsepszut 12. uralkodási évében.[3] Így tudjuk, hogy Tai Hatsepszut 12. évében már betöltötte hivatalát, és III. Thotmesz 25. évében még szintén ő volt a kincstárnok.

Hatsepszut idejéből ismert Neheszi kincstárnok neve is. Egy elmélet szerint a kincstárnoki pozíciót megosztották a két országrész között, és Neheszi az alsó-egyiptomi, Tai a felső-egyiptomi kincstárnok volt. Az is lehet azonban, hogy Tai Neheszit követte a kincstárnoki pozícióban. Tai utóda Szennoferi volt, akit Thotmesz 32. uralkodási évében említenek először.

## Fordítás
- Ez a szócikk részben vagy egészben  a   Tay (treasurer) című angol Wikipédia-szócikk ezen változatának fordításán alapul.  Az eredeti cikk szerkesztőit annak laptörténete sorolja fel. Ez a jelzés csupán a megfogalmazás eredetét és a szerzői jogokat jelzi, nem szolgál a cikkben szereplő információk forrásmegjelöléseként.
- Ez a szócikk részben vagy egészben  a   Tay (Schatzmeister) című német Wikipédia-szócikk ezen változatának fordításán alapul.  Az eredeti cikk szerkesztőit annak laptörténete sorolja fel. Ez a jelzés csupán a megfogalmazás eredetét és a szerzői jogokat jelzi, nem szolgál a cikkben szereplő információk forrásmegjelöléseként.

## Külső hivatkozások
- Ty